# Sankt-Georgs-Kathedrale (Wladikawkas)

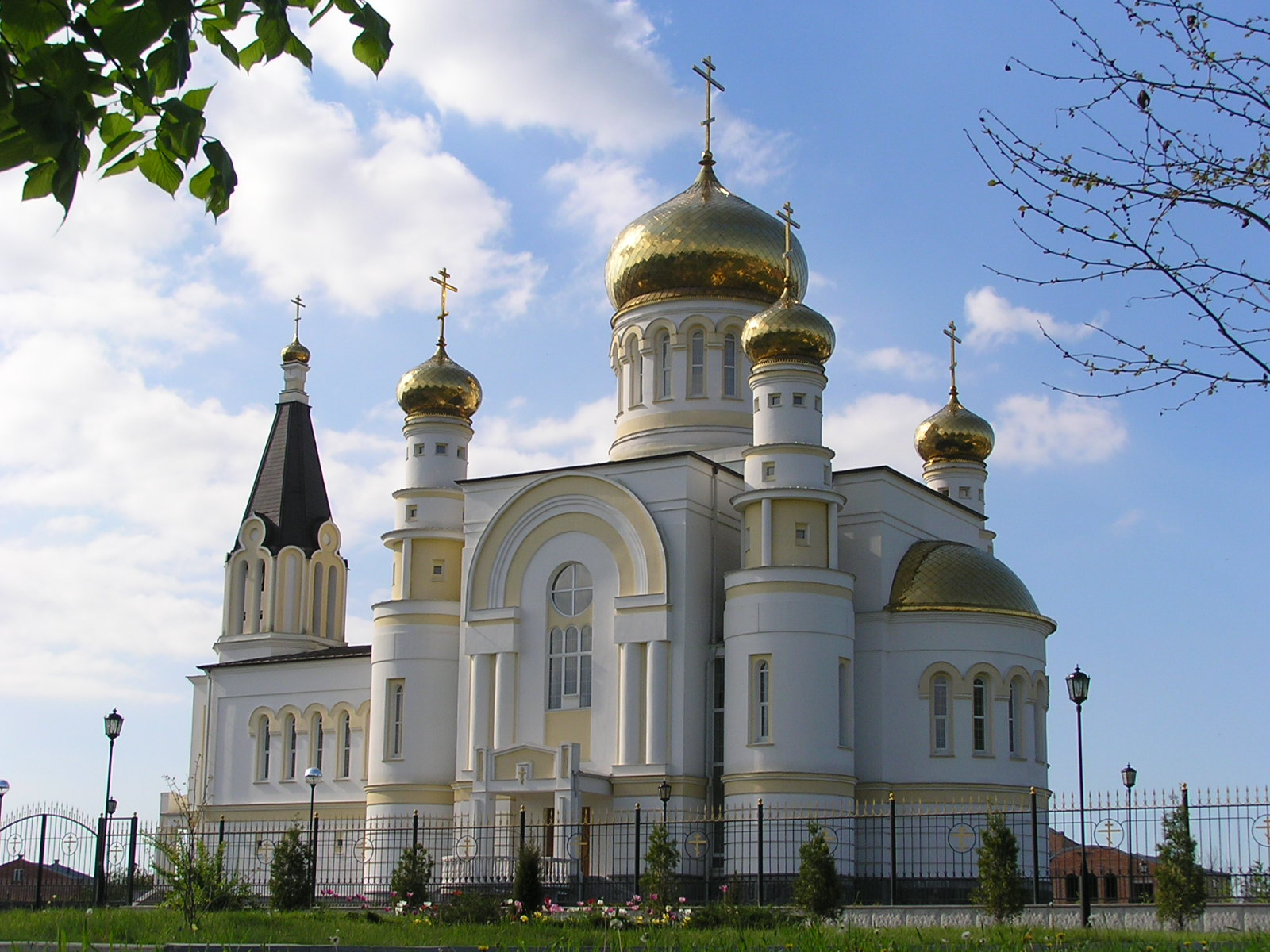
Die Sankt-Georgs-Kathedrale in Wladikawkas

Die Sankt-Georgs-Kathedrale (russisch Свято-Георгиевский кафедральный собор, ossetisch Сыгъдӕг Георгийы кафедралон собор) ist eine russisch-orthodoxe Kathedrale in Wladikawkas, der Hauptstadt der russischen Republik Nordossetien-Alanien. Sie wurde von 1996 bis 2003 auf einem alten Friedhof erbaut.

## Geschichte
Der Bau einer neuen Kathedrale in der Hauptstadt von Nordossetien-Alanien wurde am 30. August 1991 vom Stadtrat von Wladikawkas entschieden. Diese sollte dem Heiligen Georg gewidmet werden. Begonnen wurde mit dem Bau auf einem alten Friedhof am 18. Oktober 1996.
Im November 2001 wurde die Weihe der Glocken begangen. Die mit 2,3 Tonnen größte Glocke der Kathedrale wurde von einem ehemaligen Bürgermeister der Stadt Wladikawkas gestiftet.
Der erste Gottesdienst fand am 24. November 2002 durch Erzpriester Vladimir Samoilenko statt. Fertiggestellt wurde das Bauwerk, dessen Stilrichtung die Traditionen altrussischer Baukunst mit Elementen der byzantinischen Architektur verbindet, im Jahr 2003.